# Moon Embracing the Sun
Moon Embracing the Sun (en hangul, 해를 품은 달; romanización revisada, Haereul pumeun dal) titulada en español como La luna abraza al sol y La luna abrazando el sol, es una serie de televisión histórica surcoreana con elementos de ficción y emitida en 2012. Está basada completamente en la novela homónima de Jung Eun-kwol publicada en 2005, que toma lugar en Joseon narrando una historia de amor entre un príncipe heredero y una joven con un desenlace inesperado, debido a su irrupción en el palacio real como la favorita para quedarse con el astuto príncipe, que desea traer prosperidad a Joseon, mientras los distintos poderes políticos conspiran por el trono para obtener poder.
Fue protagonizada por Kim Soo-hyun quien había obtenido un año antes popularidad internacional por su papel en Dream High, Han Ga-in recordada en Bad Guy, Jung Il-woo por El regreso de Iljimae y Kim Min-seo de Sungkyunkwan Scandal. En su país de origen fue transmitida por MBC TV desde el 4 de enero hasta el 15 de marzo de 2012, finalizando con 20 episodios más dos especiales, al aire las noches de los días miércoles y jueves a las 21:55 (KST). La serie fue un éxito tanto en su país de origen como en gran parte del mundo, alcanzando altas cuotas de audiencia de hasta 42,3 % a nivel nacional y de 47 % en Seúl.

## Argumento
Heo Yeon-woo es la inteligente, culta, hermosa y amada hija menor de una familia noble, que conquista el corazón del Príncipe heredero Lee Hwon y de su hermano mayor el Príncipe ilegítimo Yangmyung en una serie de encuentros fortuitos. Yeon-woo corresponde al amor de Hwon y es seleccionada para ser futura reina de Joseon, por lo cual llegan a comprometerse; durante los preparativos,por ideas de la reina madre por reemplazarla, comete un acto imperdonable, sustituyendo a Heo Yeon-woo por Yoon Bo-kyung su sobrina quien también ama al príncipe.
Años después, aparece Wol una misteriosa hija acogida de la chamana Jang Nok Young quien ha perdido la memoria, que al reunirse con el ahora Rey Hwon y su hermano el Príncipe Yangmyung revivira los recuerdos de Heo Yeon Woo por su parecido.Se revelaran verdades que están ocultas en el palacio y determinará si el destino ha sido modificado por aquellos que quieren el poder. ¿Será que la luna logrará abrazar al sol? ¿Todas las piezas estarán en su lugar?

## Reparto

### Personajes principales
- Kim Soo-hyun como Lee Hwon.[8]
  - Yeo Jin-goo como Hwon (15 años).
- Han Ga-in como Heo Yeon-woo / Chamana Wol.[9]
  - Kim Yoo-jung como Yeon-woo (13 años).
- Jung Il-woo como el Príncipe Yangmyung.[10]
  - Lee Tae-ri como Yangmyung (joven).
- Kim Min-seo como Yoon Bo-kyung. 
  - Kim So-hyun como Bo-kyung (joven).

### Personajes secundarios
Familia Heo
- Sunwoo Jae-deok como Heo Young-jae.
- Yang Mi-kyung como Shin Jung-kyung / Madam Heo.
- Song Jae-hee como Heo Yeom.
  - Im Si-wan como Yeom (17 años).[11]
- Yoon Seung-ah como Seol.
  - Seo Ji-hee como Seol (joven).

Palacio real
- Kim Young-ae como la Reina Madre Yoon.
- Ahn Nae-sang como el Rey Sungjo.
- Kim Sun-kyung como la Reina Sohye.
- Kim Ye-ryung como la Dama Park.
- Nam Bo-ra como la Princesa Minhwa.
  - Jin Ji-hee como Minhwa (joven).
- Song Jae-rim como Kim Je-woon.
  - Lee Won-keun como Je-woon (15 años).
- Jung Eun-pyo como Hyung Sun.
- Kim Min-kyung como la Dama de la corte Min.
- Choo Gwi-jung como la Dama de la corte Cho.

Seungsoochung
- Jeon Mi-sun como Jang Nok-young.
- Kim Ik-tae como Hye Kak.
- Bae Noo-ri como Jan Shil.
  - Cho Min-ah como Shil (joven).
- Jang Young-nam como Ah Ri.

Familia Yoon y oficiales
- Kim Eung-soo como Yoon Dae-hyung.
- Jang Hee-soo como la Señora Kim.
- Seo Hyun-chul como Shim San.[12]
- Lee Seung-hyung como Han Jae-gil.
- Kim Seung-wook como Yoon Soo-chan.
- Yoon Hee-seok como Hong Kyoo-tae.

## Recepción

### Audiencia
En azul la audiencia más baja y en rojo la más alta, correspondientes a las empresas medidoras TNms y AGB Nielsen.
| Ep. #    | Fecha de estreno      | Share        | Share        | Share       | Share       |
| Ep. #    | Fecha de estreno      | TNmS Ratings | TNmS Ratings | AGB Nielsen | AGB Nielsen |
| Ep. #    | Fecha de estreno      | Nacional     | Seúl         | Nacional    | Seúl        |
| -------- | --------------------- | ------------ | ------------ | ----------- | ----------- |
| 1        | 4 de enero de 2012    | 15.0 %       | 16.9 %       | 18.0 %      | 19.7 %      |
| 2        | 5 de enero de 2012    | 17.3 %       | 20.8 %       | 19.9 %      | 22.2 %      |
| 3        | 11 de enero de 2012   | 19.4 %       | 22.3 %       | 23.2 %      | 26.1 %      |
| 4        | 12 de enero de 2012   | 20.6 %       | 25.1 %       | 23.4 %      | 26.0 %      |
| 5        | 18 de enero de 2012   | 21.6 %       | 24.9 %       | 24.9 %      | 28.3 %      |
| 6        | 19 de enero de 2012   | 25.9 %       | 28.6 %       | 29.3 %      | 32.9 %      |
| 7        | 25 de enero de 2012   | 25.5 %       | 28.8 %       | 29.7 %      | 33.8 %      |
| 8        | 26 de enero de 2012   | 26.2 %       | 29.4 %       | 31.7 %      | 35.3 %      |
| 9        | 1 de febrero de 2012  | 28.4 %       | 32.3 %       | 34.5 %      | 38.9 %      |
| 10       | 2 de febrero de 2012  | 30.5 %       | 35.1 %       | 37.1 %      | 40.5 %      |
| 11       | 8 de febrero de 2012  | 34.3 %       | 38.6 %       | 37.1 %      | 41.7 %      |
| 12       | 9 de febrero de 2012  | 33.7 %       | 37.8 %       | 37.1 %      | 40.8 %      |
| 13       | 15 de febrero de 2012 | 34.6 %       | 39.3 %       | 38.4 %      | 42.9 %      |
| 14       | 16 de febrero de 2012 | 37.2 %       | 42.0 %       | 37.6 %      | 42.1 %      |
| 15       | 22 de febrero de 2012 | 37.7 %       | 42.6 %       | 39.1 %      | 43.1 %      |
| 16       | 23 de febrero de 2012 | 39.8 %       | 45.5 %       | 41.3 %      | 46.1 %      |
| 17       | 29 de febrero de 2012 | 33.3 %       | 36.1 %       | 36.0 %      | 39.7 %      |
| 18       | 1 de marzo de 2012    | 40.7 %       | 47.0 %       | 41.2 %      | 45.8 %      |
| 19       | 14 de marzo de 2012   | 38.9 %       | 42.9 %       | 38.7 %      | 41.8 %      |
| 20       | 15 de marzo de 2012   | 42.3 %       | 46.5 %       | 42.2 %      | 45.8 %      |
| Promedio | Promedio              | 30.1 %       | 34.1 %       | 33.0 %      | 36.7 %      |
| E1       | 7 de marzo de 2012    | 24.7 %       | 26.0 %       | 24.5 %      | 26.9 %      |
| E2       | 8 de marzo de 2012    | 19.8 %       | 21.7 %       | 19.2 %      | 20.1 %      |

## Banda sonora
- Heora - «Moonlight Is Setting».
- Lyn - «Back In Time».
- Wheesung - «Trail of Tears».
- Monday Kiz - «Shadow».
- Lee Ki Chan - «I Hope It´s Not».
- Kim Soo Hyun - «Only You One Person».

## Emisión internacional
- Birmania: Skynet (2013, 2014).
- China: Star Xing Kong (2012) y Anhui TV (2015).
- Ecuador: Teleamazonas (2020)
- Estados Unidos: KTSF-TV (2012) y Pasiones (2017).
- El Salvador:  Canal 77 Usulután (2018) Canal 77 Usulután (2022) .
- Filipinas: GMA Network (2012).
- Hong Kong: TVB (2012) y J2 (2013, 2014).
- India: Puthuyugam TV (2015).
- Irán: IRIB TV3 (2015).
- Japón: NHK G (2013 y 2014).[16]
- Kazajistán: Astana TV (2016).[17]
- Malasia: 8TV.
- Perú: Panamericana Televisión (2014) y Willax (2020)
- Singapur: Starhub VV Drama (2012) y Channel U (2014).
- Sri Lanka: Rupavahini (2015).
- Tailandia: Channel 3 (2016).
- Taiwán: GTV (2012).[18]

## Adaptaciones

### Obra de teatro
Entre el 6 al 31 de julio de 2013 y en varias ocasiones durante 2014, fue lanzada una obra de teatro basada en la serie. El espectáculo tuvo presentaciones en el Seoul Arts Center, contando con las interpretaciones de Kim Da-hyun, Jeon Dong Suk y Cho Kyu Hyun como Lee Hwon y Jeon Mi-do, Ahn Shi Ha, Lina, Jung Jae Eun y Seohyun, alternadamente como Yeon Woo.